# Sture Henriksson
Sture Henriksson (1917–1957) foi um político social-democrata sueco que cometeu suicídio em 1957 enquanto servia como ministro dos transportes e comunicações.

## Biografia
Henriksson era membro do Partido Social-Democrata e serviu no Parlamento Sueco. Em 1949 foi um dos membros da comissão tributária do Parlamento. Ele cometeu suicídio enquanto servia como ministro dos Transportes e Comunicações em 1957. O evento ocorreu depois de Henriksson ter sido preso por embriaguez.⁣ O seu colega Östen Undén posteriormente acusou um jornalista do Expressen pela morte de Henriksson.